# کاخ بلنهایم
۵۱°۵۱′۰۷″شمالی ۱°۲۲′۱۹″غربی / ۵۱٫۸۵۲°شمالی ۱٫۳۷۲°غربی
کاخ بلنهایم (به انگلیسی: Blenheim Palace) نام اقامتگاه بزرگی در نزدیکی وودستاک واقع در آکسفوردشایر انگلستان است که در بین سال‌های ۱۷۰۵ تا ۱۷۲۴ توسط معمار انگلیسی سر جان ونبرو ساخته شد و از سوی پارلمان آن کشور، به‌عنوان هدیهٔ پیروزی جان چرچیل، دوک اول مارلبورو بر فرانسویان در ۱۷۰۴ در نبرد بلانهایم در آلمان به او تقدیم گردید. این بنا که در ۱۹۸۷ به دلیل اهمیت نوع معماری آن در فهرست میراث جهانی یونسکو قرار گرفت نمونهٔ بارزی از معماری باروک در بریتانیای کبیر است.
علاوه بر معماری خود بنا، طراحی فضای سبز کاخ نیز که در کنار معماری ساختمان آن سرآغاز جنبش رمانتیک در انگلستان به‌شمار می‌روند از اهمیت والایی برخوردار است. در اوایل سدهٔ هجدهم میلادی هنری وایز، باغبان ملکه آن فضای سبز کاخ را با تبعیت از سبک رسمی آندره لونوتر در طراحی باغ‌های معروف وو-لو-ویکوم و ورسای در فرانسه طراحی نمود. با این حال گذشت زمان و تغییر ذائقهٔ افراد در نیمهٔ سدهٔ هجدهم چشم‌انداز باغ را نیز دستخوش تغییر نمود. لانسلوت براون، یکی از مشهورترین طراحان باغ در انگلستان، این فضای سبز کلاسیک را از نو طراحی نمود و دو دریاچهٔ مصنوعی در داخل آن ساخت. «ورسای ناتورالیستی» عنوانی است که گاه در توصیف این فضا به‌کار برده می‌شود.
از افراد سرشناسی که در این کاخ زاده شده‌اند می‌توان به وینستون چرچیل، از نخست‌وزیران انگلستان اشاره نمود.